# 秘密警察ホームズ
『秘密警察ホームズ』（ひみつけいさつホームズ）は、原作（シナリオ）：立神敦、作画：犬木栄治の児童向け推理漫画作品。

## 概要
小学館の漫画雑誌『月刊コロコロコミック』にて、1996年5月号より1999年4月号まで3年間連載。単行本はてんとう虫コミックスで全9巻が刊行された。キャッチコピーは「本格推理まんが」。当初は読切作品として掲載されており「秘密探偵ホームズ」のタイトルで『月刊コロコロコミック』1996年2月号に掲載。
当時から人気を博していた『名探偵コナン』の人気に引っ張られる形で好評となり連載となった。読切前は「少年探偵クラブ ホームズ」と予告されていた。
コロコロコミック掲載時は、物語が前半（事件編）と後半（解決編）の二部に分かれ、その間に他の連載漫画が差し込まれる構成だった。毎年夏にはプレゼントつき犯人当てクイズを行う2ヶ月続けての物語も掲載されていた。

## あらすじ
「影の警察」と呼ばれる秘密警察＝警視庁秘密捜査課。一部の警察、事件関係者を除き、その正体を知る者は少ない。なんとその実態は西鍵健一（ホームズ）、北原真古（マープル）、明石小五郎（コゴロー）の3人の小学生で結成されている特殊捜査チームだったのだ。彼ら3人が力を合わせればどんな難事件も解決に導く。
25話「黒い羽の呪ばく」から最終話（36話）までは、従来の一話完結（あるいは前後編）形式を維持しつつも、美術品を狙う世界的な犯罪組織「ダーク」や、その一員である12歳の少年怪盗、アルとの対決を扱った回が大半を占めるようになっている。

## 登場人物

### 秘密捜査課
仲間内ではあだ名で呼び合っている。3人とも同じ小学校に通う。小学生がなぜ幹部級の警察官となっているのか詳しい経緯は描かれなかったが、終盤でそれぞれの両親が優れた能力を持つ警察の特殊任務班の人間であることが明らかとなる。誕生日は単行本6巻のおまけページより。
西鍵 健一（にしかぎ けんいち）
警視庁秘密捜査課警視。
本作の主人公。小学6年生。10月13日生まれ。仲間内での呼び名はホームズ。勉強、スポーツがまるでダメな少年だが、事件になれば卓越した推理力を発揮する。普段は白色のカッターシャツに赤色のネクタイ・緑色の半ズボンに丈の長いカーキ色のコートを着用。12年後には警視正に昇進している。
温泉旅館を舞台にした事件（謎その10）の推理で、マープルや大人達の前で、自らの浴衣を脱いで全裸を晒しかけたことがある。
決め台詞は「ぼくは警視庁秘密捜査課、西鍵健一警視だ!!」。
北原 真古（きたはら まこ）
警視庁秘密捜査課警部。
小学6年生。8月2日生まれ。呼び名はマープル。読書好きで勉強熱心。学校の成績も良い。ホームズとは幼馴染み。12年後には警視に昇進している。
決め台詞は「わたしは警視庁秘密捜査課、北原真古警部よ!!」。
明石 小五郎（あかし こごろう）
警視庁秘密捜査課警部補。
小学4年生。11月20日生まれ。呼び名はコゴロー。食いしん坊で、ペロペロキャンディーが好きで常に携帯している。言葉の語尾に「〜だーよ」とつけるのが特徴。洞察力が鋭く、嗅覚も優れている。12年後には警部に昇進している。
決め台詞は「おれは警視庁秘密捜査課、明石コゴロー警部補だーよ!!」。

### 警視庁
原田 三郎（はらだ さぶろう）
警視庁捜査一課警部。
最初はホームズ達の事を子供と思ってなめていたが、二番目の兄が起こした事件をきっかけに敬意を向け、尊敬するようになる。
階級が自分より上であるホームズ（警視）に対しては事件の際は敬語で話し、マープル（警部）とコゴロー（警部補）に対してはタメ口で話している。
ホームズ達とは逆で推理力はほぼ皆無だが、運動神経は超人並に優れている。自分と瓜二つの銅像を美しいという等、少々ナルシスト気味の傾向が見られる（謎その15）。格闘技好きで大山倍達を人生の師としている（謎その32）。ナイフのコレクションをしている（謎その1）。また、スノーモービルの運転も上手いところを見せている（謎その22）。
ごく稀に、犯人と疑われることもあった。
身長は192cmと長身。12年後には警視に昇進しており、結婚もして一子を儲ける。
犬森 元治（いぬもり げんじ）
警視庁の警視監。
物語中盤で登場し、秘密捜査課直属の上司となる。原田警部とは警察学校の同期でデコボココンビ。後にアルの保護者となる。12年後には警視総監（最年少）になっている。名前の元ネタは作者の犬木栄治から。
ハリー
警視庁の警察犬。
ぐうたらな性格だが、いざという時は行動的。ホームズとの相性はバッチリ。12年後には引退し、原田警部に飼われるようになる（かなりの長寿だが）。

### ダーク
ヨーロッパを中心に美術品の窃盗を繰り返す謎の犯罪組織。自分たちの犯行の目印として、犯行現場に真っ黒な鳥の羽を残す。
アル
ホームズをライバル視する12歳の少年怪盗。フランス系アメリカ人。バンダナを愛用している。両親は組織の一員だったが、彼が幼い時に事故で死亡。幼少期から組織の犯罪教育を受けていたが、いくら命令されても人を傷つけたり殺したりすることはしなかった。組織壊滅後は犬森警視監と養子縁組され、「アル・犬森」と名乗るようになる。12年後には秘密捜査課の一員となっており、階級は（12年後のホームズと同じ）警視正となっている。

### その他
伊東 有紀（いとう ゆうき）
原田警部が好意を寄せている相手。
ある会社の社長秘書をしていたが、その社長が殺害されたため、おじの経営する喫茶店で働くようになる。12年後には原田警部と結婚しており、有三郎という息子もいる。
原田 一郎（はらだ いちろう）
原田警部の長兄。
原田総合病院の院長。弟・三郎とは対照的に知的な人物。何度かホームズ達と事件に遭遇し、その能力を高く評価している。
身長は三郎と同じぐらいか、若干高く描かれている。
福田 睦（ふくだ むつみ）
3歳の少女。
デパートでホームズ達と出会い、ホームズに懐いている。12年後には中学3年生になっており、高校受験に合格している。相変わらずホームズにはベタ惚れである。

## メインキャラクターの作画の変化
読切版はメインキャラクターの作画が連載版と大きく異なっており、単行本第1巻に読切版が第1話として収録されるにあたっては大幅な修正がほどこされた。コゴローなどはほとんどそのままの顔で使用されているものの、ホームズ・マープルは顔つきが大きくなり頭身が若干低めになるなど、連載版に近い作画へ描き直されている。
また、連載当初のホームズの作画も読切版に近く、キャラクターの作画が安定するのは単行本第2巻掲載分の頃からである。なお、コミックス4巻にて読切版のホームズのイラストが「昔のホームズ」として掲載され、現行のホームズが自身とそれを見比べるカットが描かれている（p.94）。また、5巻に掲載されたおまけマンガ「いきなりメイキング・オブ・ホームズ」では読切版の扉絵を見ることができる（p.94）。

## 書誌情報および収録エピソード一覧
『秘密警察ホームズ』（てんとう虫コミックス、小学館、全9巻）
作画：犬木栄治、原作：立神敦
てんとう虫コミックス版は品切れとなっている。コミックパークで「小学館オンデマンド・コミックス」版が販売されていたが、2022年9月20日火曜日にサービスを終了し購入できなくなった。2023年3月13日に電子書籍版が発売された。下記のリストの発行年等はてんとう虫コミックス版のデータ。
| 巻 | 発行年月   | ISBN               | 収録エピソード                            | 初出         | 備考                                               |
| -- | ---------- | ------------------ | ----------------------------------------- | ------------ | -------------------------------------------------- |
| 1  | 1996年10月 | ISBN 4-09-142501-1 | 謎その1「推理作家殺人事件」               | 1996年2月号  | 読切「秘密探偵ホームズ」として掲載されたもの       |
| 1  | 1996年10月 | ISBN 4-09-142501-1 | 謎その2「同級生誘拐事件」                 | 1996年5月号  | 連載初回 / 初出時サブタイトル「誘拐事件」          |
| 1  | 1996年10月 | ISBN 4-09-142501-1 | 謎その3「マネージャー殺人事件」           | 1996年6月号  | 初出時サブタイトル「マネージャー殺人」             |
| 1  | 1996年10月 | ISBN 4-09-142501-1 | 謎その4「「赤い絵」殺人事件」             | 1996年7月号  | 単行本p.120-148 / プレゼントつき犯人当てとして掲載 |
| 1  | 1996年10月 | ISBN 4-09-142501-1 | 謎その4「「赤い絵」殺人事件」             | 1996年8月号  | 単行本p.149-176                                    |
| 2  | 1997年03月 | ISBN 4-09-142502-X | 謎その5「「首取りの崖」殺人事件」〈前編〉 | 1996年9月号  |                                                    |
| 2  | 1997年03月 | ISBN 4-09-142502-X | 謎その6「「首取りの崖」殺人事件」〈後編〉 | 1996年10月号 |                                                    |
| 2  | 1997年03月 | ISBN 4-09-142502-X | 謎その7「消えた「天使の瞳」の謎」         | 1996年11月号 |                                                    |
| 2  | 1997年03月 | ISBN 4-09-142502-X | 謎その8「毒入りケーキ殺人事件」           | 1996年12月号 |                                                    |
| 3  | 1997年06月 | ISBN 4-09-142503-8 | 謎その9「窓から消えた殺人者」             | 1997年1月号  |                                                    |
| 3  | 1997年06月 | ISBN 4-09-142503-8 | 謎その10「雨の岩風呂殺人事件」            | 1997年2月号  |                                                    |
| 3  | 1997年06月 | ISBN 4-09-142503-8 | 謎その11「真犯人」                        | 1997年3月号  |                                                    |
| 3  | 1997年06月 | ISBN 4-09-142503-8 | 謎その12「「朝日にさけべ」殺人事件」      | 1997年4月号  | 初出時サブタイトル「〈朝日に叫べ〉殺人事件」       |
| 4  | 1997年12月 | ISBN 4-09-142504-6 | 謎その13「ハッピーバースデー」            | 1997年5月号  | 初出時サブタイトル「ハッピィバースデー」           |
| 4  | 1997年12月 | ISBN 4-09-142504-6 | 謎その14「放火」                          | 1997年6月号  |                                                    |
| 4  | 1997年12月 | ISBN 4-09-142504-6 | 謎その15「凶器の行方」                    | 1997年7月号  |                                                    |
| 4  | 1997年12月 | ISBN 4-09-142504-6 | 謎その16「遺書」                          | 1997年10月号 |                                                    |
| 5  | 1998年03月 | ISBN 4-09-142505-4 | 謎その17「臨海学校の怪談」〈前編〉        | 1997年8月号  | プレゼントつき犯人当てとして掲載                   |
| 5  | 1998年03月 | ISBN 4-09-142505-4 | 謎その18「臨海学校の怪談」〈後編〉        | 1997年9月号  |                                                    |
| 5  | 1998年03月 | ISBN 4-09-142505-4 | 謎その19「爆弾魔」                        | 1997年11月号 |                                                    |
| 5  | 1998年03月 | ISBN 4-09-142505-4 | 謎その20「うわさ」                        | 1997年12月号 |                                                    |
| 6  | 1998年07月 | ISBN 4-09-142506-2 | 謎その21「スキーバス殺人事件」            | 1998年1月号  |                                                    |
| 6  | 1998年07月 | ISBN 4-09-142506-2 | 謎その22「逃走」                          | 1998年2月号  |                                                    |
| 6  | 1998年07月 | ISBN 4-09-142506-2 | 謎その23「目撃者」                        | 1998年3月号  |                                                    |
| 6  | 1998年07月 | ISBN 4-09-142506-2 | 謎その24「銃声」                          | 1998年4月号  |                                                    |
| 7  | 1998年11月 | ISBN 4-09-142507-0 | 謎その25「黒い羽の呪ばく」                | 1998年5月号  |                                                    |
| 7  | 1998年11月 | ISBN 4-09-142507-0 | 謎その26「暗闇の謎」                      | 1998年6月号  |                                                    |
| 7  | 1998年11月 | ISBN 4-09-142507-0 | 謎その27「落陽を狙う者」                  | 1998年7月号  |                                                    |
| 7  | 1998年11月 | ISBN 4-09-142507-0 | 謎その28「ドゥエの事件」                  | 1998年10月号 |                                                    |
| 8  | 1999年02月 | ISBN 4-09-142508-9 | 謎その29「風の音」〈前編〉                | 1998年8月号  | プレゼントつき犯人当てとして掲載                   |
| 8  | 1999年02月 | ISBN 4-09-142508-9 | 謎その30「風の音」〈後編〉                | 1998年9月号  |                                                    |
| 8  | 1999年02月 | ISBN 4-09-142508-9 | 謎その31「仕組まれた夜」                  | 1998年11月号 |                                                    |
| 8  | 1999年02月 | ISBN 4-09-142508-9 | 謎その32「ホームズに気をつけろ」          | 1999年1月号  |                                                    |
| 9  | 1999年06月 | ISBN 4-09-142509-7 | 謎その33「手がかりを解き明かせ」          | 1998年12月号 |                                                    |
| 9  | 1999年06月 | ISBN 4-09-142509-7 | 謎その34「原田警部の活躍」                | 1999年2月号  |                                                    |
| 9  | 1999年06月 | ISBN 4-09-142509-7 | 謎その35「秘密警察VSダーク」〈前編〉      | 1999年3月号  |                                                    |
| 9  | 1999年06月 | ISBN 4-09-142509-7 | 謎 最終話「秘密警察VSダーク」〈後編〉     | 1999年4月号  |                                                    |
| 9  | 1999年06月 | ISBN 4-09-142509-7 | 「スペシャルまんが」                      | 描き下ろし   | メインキャラたちの12年後を描いたもの / 全18ページ  |

単行本でのエピソードの収録順は、雑誌連載時の順序と多少異なっている。
謎その4「「赤い絵」殺人事件」は単行本では一話にまとめられているが、雑誌掲載時は1996年7月号に前編、8月号に後編が掲載される形式だった。